# Augusta Björkenstam
Hedvig Augusta Amalia Björkenstam, född von Schwerin, den 3 december 1829 i Stockholm, död där den 10 juli 1892, var en svensk grevinna och företagare. Hon grundade Stockholms Expressbyrå 1877. 

## Biografi
Augusta Björkenstams föräldrar var adjutanten överste greve Philip von Schwerin och Charlotte Liljencrantz. Hon gifte sig 1857 med ryttmästare Fredrik August Björkenstam. Maken gjorde stora förluster och vid hans död 1872 hade hon endast en mycket liten pension för att försörja sig och sonen Fredrik Bogislaus Björkenstam. De bosatte sig då i Uppsala.
Augusta Björkenstam ansökte 1875 framgångsrikt om att få grunda ett företag som forslade gods som anlänt till järnvägsstationen från Stockholm till sina adressater. En sådan tjänst var då något nytt och blev snabbt framgångsrik: från att 1876 ha forslat 60 600 kollin blev de 106 600, och antalet anställda var under 1880-talet 50 fast anställda och 150 under högsäsong som jul. Björkenstam kunde själv ses stå och dirigera omlastningarna på Stockholms centralstation. Hon anlitades av mejerierna, tullen, järnväg och båttrafik och åtog sig även spridning av cirkulär och vidarebefordran av allt från möbler till mat till affärer som privathushåll, mellan Uppsala och Stockholm och från landet till staden.
Augusta Björkenstam är begravd på Norra begravningsplatsen utanför Stockholm. Sonen tog över företaget vid hennes död och omvandlade det då till ett aktiebolag.